# اسحاق جهانگیری
اسحاق جهانگیری کوهشاهی (زادهٔ ۱ بهمن ۱۳۳۶) سیاستمدار اصلاح‌طلب ایرانی است که بین سال‌های ۱۳۹۲ تا ۱۴۰۰ به‌عنوان معاون اول رئیس‌جمهور در دولت‌های یازدهم و دوازدهم فعالیت می‌کرد. وی پیش از این از سال ۱۳۷۶ تا ۱۳۸۴ در دولت محمد خاتمی وزیر معادن و فلزات  و سپس وزیر صنایع و معادن بود. او عضو شورای عالی بنیاد باران است که اتاق فکر اصلی جبهه اصلاحات است.
جهانگیری تحصیلات خود را در سه رشته متفاوت در سه مقطع انجام داد. او فعالیت سیاسی را در سال ۱۳۵۸ از جهاد سازندگی آغاز و تا مسئولیت‌های استانی در کرمان ارتقا پیدا کرد. وی سپس از ۱۳۶۳ تا ۱۳۷۱ به عنوان نماینده مجلس شورای اسلامی از حوزه انتخابیه جیرفت انتخاب شد و فعالیت کرد.
وی به عنوان یکی از نزدیکان اکبر هاشمی رفسنجانی شناخته می‌شد و در سال ۱۳۷۴ جزو مؤسسان حزب کارگزاران سازندگی ایران بود. در دولت هاشمی رفسنجانی، او بین سال‌های ۱۳۷۱ تا ۱۳۷۶ استاندار استان اصفهان بود. او در دوران ریاست‌جمهوری سید محمد خاتمی، در هر دو دولت او به عنوان وزیر فعالیت کرد.
پس از دولت اصلاحات محمد خاتمی، او در انتخابات مجلس هشتم در سال ۱۳۸۶ از حوزه انتخابیه تهران نامزد شد، اما نتوانست به مجلس راه یابد. پس از پیروزی کاندید جناح اصلاحات در انتخابات ریاست‌جمهوری ۱۳۹۲، رئیس جمهور روحانی وی را در در دو دوره به عنوان معاون اول خود منصوب کرد.
جهانگیری پس از پایان ریاست‌جمهوری روحانی در انتخابات ریاست‌جمهوری ۱۴۰۰ و ۱۴۰۳ ثبت نام کرد ولی صلاحیت او توسط شورای نگهبان احراز نشد.

## ابتدای زندگی و تحصیلات
اسحاق جهانگیری کوهشاهی در ۱ بهمن ۱۳۳۶ در جیرفت واقع در استان کرمان به دنیا آمد. پدر وی حسن جهانگیری کوه‌شاهی، در ابتدا کارگر معدن کرومیت آب‌دشت (از معادن توابع اسفندقه) بود، که بعدها به سیرجان نقل مکان کرد و تا پایان بازنشستگی، کارمند اداره کشاورزی سیرجان بود. اسحاق جهانگیری دومین فرزند پسر خانواده جهانگیری است.
او پس از پایان تحصیلات دوره متوسطه، در دانشگاه کرمان به تحصیل پرداخت و موفق به اخذ مدرک کارشناسی فیزیک شد. وی سپس در مقطع کارشناسی ارشد رشته مهندسی صنایع در دانشگاه صنعتی شریف ادامه تحصیل داد. او دکترای خود را در رشته مدیریت صنعتی از دانشگاه آزاد اسلامی واحد علوم و تحقیقات تهران دریافت کرده است.

### خانواده
اسحاق جهانگیری دارای دو پسر با نام‌های محمدحسین و حسام و همچنین دو دختر با نام‌های فائزه و هدی است. همسر او، منیژه جهانگیری نام دارد.
دو برادر دیگر وی نیز کمابیش در فعالیت‌های سیاسی حضور دارند، که برادر کوچکتر او؛ مهدی جهانگیری، در زمان ریاست اسفندیار رحیم مشایی بر سازمان میراث فرهنگی و گردشگری، معاونت سرمایه‌گذاری این سازمان را بر عهده داشت و در سال ۱۳۸۷ پس از یک اتفاق، مجبور به استعفاء شد، سپس مهدی جهانگیری اقدام به تأسیس شرکت سرمایه‌گذاری میراث فرهنگی و گردشگری ایران و بانک گردشگری نمود و هم‌اکنون به عنوان نایب‌رئیس اتاق بازرگانی تهران فعالیت می‌کند.

### اندازهٔ بینی
موضوع بزرگ بودن اندازه بینی اسحاق جهانگیری دستاویز لطیفه‌های سیاسی در ایران است و در کاریکاتورها مورد توجه قرار می‌گیرد.

## فعالیت‌های سیاسی
او فعالیت سیاسی خود را از سال ۱۳۵۸ در جهاد سازندگی آغاز نمود. اسحاق جهانگیری پس از انقلاب ۱۳۵۷، در سال ۱۳۵۸ در جهاد سازندگی شهرستان ریگان در بم کار خود را شروع کرد و بعد از مدتی به‌عنوان مسئول جهاد سازندگی جیرفت مشغول به کار شد. وی پس از آن به عضویت شورای مرکزی استان کرمان درآمد و تا اواسط ۱۳۶۳ در جهاد کشاورزی مشغول به کار بود.

### نمایندگی مجلس شورای اسلامی
جهانگیری در دوره‌های دوم و سوم مجلس شورای اسلامی به‌عنوان نمایندهٔ حوزه انتخابیه جیرفت، در انتخابات میان‌دوره‌ای، به مجلس راه یافت.

### استانداری اصفهان
وی در دولت‌های پنجم و ششم به ریاست‌جمهوری اکبر هاشمی رفسنجانی در فاصله سال‌های ۱۳۷۱ تا ۱۳۷۶، سمت استاندار استان اصفهان را برعهده داشت. او زمان استانداری در اصفهان را با حضور اکثریت جناح راست در مجلس چهارم بسیار پیچیده و سخت توصیف کرده است. او همچنین گفته تحت تأثیر فشار همین جناح برای تغییر شهردار و معاون سیاسی استانداری استعفا داده؛ که هاشمی رفسنجانی با استعفایش مخالفت کرده است.

### وزارت معادن و فلزات
وی از سال ۱۳۷۶ تا ۱۳۷۹ در دولت هفتم به‌عنوان وزیر معادن و فلزات فعالیت می‌کرد و از سال ۱۳۷۹ در پی ادغام این وزارتخانه با وزارت صنایع و معادن و تشکیل یک وزارتخانه جدید، از سال ۱۳۷۹ تا ۱۳۸۴ در دولت هشتم سمت وزیر صنایع و معادن را برعهده داشت.

#### توقف تولید خودروی پیکان

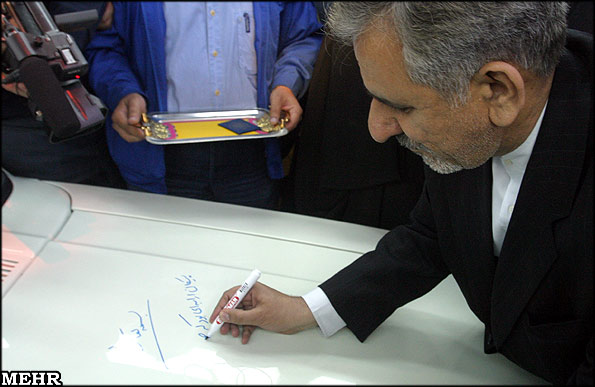
جهانگیری در حال نوشتن یادگاری بر روی آخرین پیکان تولید شده، اردیبهشت ۱۳۸۴

جهانگیری در دوران وزارت صنایع تصمیم به توقف تولید خودروی پیکان گرفت؛ او در این باره گفته است که: «تولید پیکان متوقف شد، چرا که جرئت نمی‌کردم خانواده‌ام را با آن به مسافرت ببرم.»

### معاون اول ریاست‌جمهوری

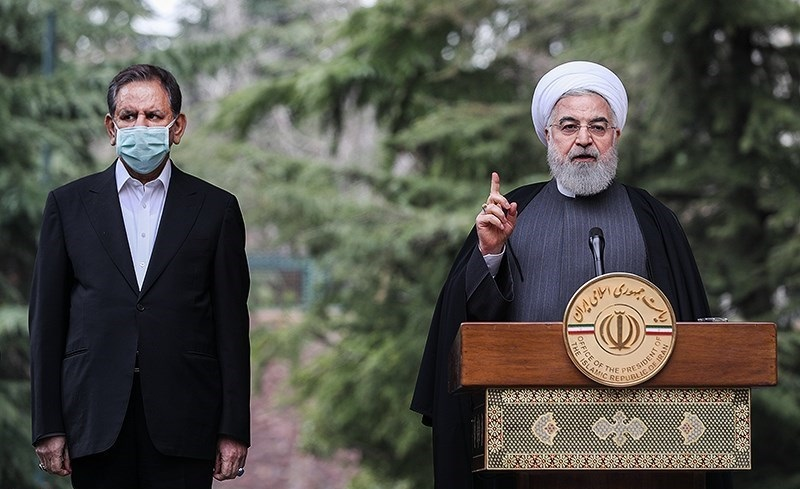
جهانگیری و روحانی پس از آخرین جلسه هیئت دولت در سال ۱۳۹۸

حسن روحانی طی حکمی در ۱۴ مرداد ۱۳۹۲، اسحاق جهانگیری را به عنوان معاون اول رئیس‌جمهور منصوب کرد.
پس از انتخابات ۱۳۹۶ و تشکیل دولت دوازدهم جهانگیری طبق گفته خود به روحانی اصرار کرد که دیگر نمی‌خواهد معاون اول باشد و او باید فرد دیگری را به معاون اولی منصوب کند ولی روحانی با او مخالفت کرده است.

#### دلار جهانگیری
جهانگیری در روز دوشنبه بیستم فروردین ۱۳۹۷ و در پایان جلسه فوق‌العاده ستاد اقتصادی دولت برای مدیریت بازار ارز به ریاست حسن روحانی، اعلام کرد که عرضه دلار بالاتر از ۴۲۰۰ تومان، قاچاق است. از آن تاریخ این نرخ به عنوان دلار جهانگیری شناخته می‌شود. این تصمیم باعث به‌وجود آمدن چالش‌های فراوانی در اقتصاد ایران شد و صدمات جبران ناپذیری وارد نمود.

## انتخابات ریاست‌جمهوری

### انتخابات ریاست‌جمهوری ۱۳۹۲
پس از ثبت نام هاشمی رفسنجانی در انتخابات ریاست جمهوری یازدهم، جهانگیری به عنوان رئیس ستاد انتخاباتی او انتخاب شد. پس از رد صلاحیت هاشمی با آنکه جهانگیری رسماً در ستاد انتخاباتی حسن روحانی سمتی نداشت، اما گفته می‌شد که از مشاوران نزدیک او بوده است. جهانگیری در سال ۱۴۰۰ پس از اظهارات حیدر مصلحی مبنی بر ردصلاحیت هاشمی «برای حفظ نظام»، خواستار انتشار فیلم و صوت جلسه بررسی صلاحیت وی در شورای نگهبان شد.

### انتخابات ریاست‌جمهوری ۱۳۹۶

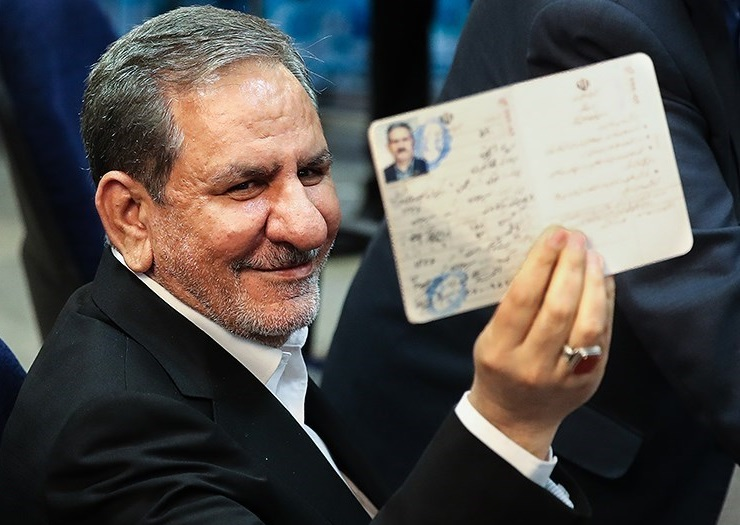
جهانگیری در حال ثبت نام در انتخابات ریاست‌جمهوری ۱۳۹۶

جهانگیری رسماً برای دوازدهمین دوره انتخابات ریاست جمهوری ایران نامزد شد؛ و صلاحیت وی توسط شورای نگهبان تأیید شد و توسط وزارت کشور در شامگاه سی ویکمین فروردین ۱۳۹۶ اعلام گردید.
بیشتر رسانه‌ها که پیشتر از ثبت‌نام گزینه‌ای پوششی برای حمایت از روحانی در انتخابات خبر می‌دادند، اسحاق جهانگیری را که در آخرین ساعت ثبت‌نام در انتخابات در وزارت کشور حضور به هم رساند، نامزد پوششی روحانی معرفی کردند.

### انتخابات ریاست‌جمهوری ۱۴۰۰
جهانگیری در روز ۲۵ اردیبهشت با ورود به ساختمان وزارت کشور، به صورت رسمی برای انتخابات ریاست جمهوری ۱۴۰۰ ثبت کاندیداتوری کرد.
وی بعد از ثبت نام در سخنرانی خود در وزارت کشور در پاسخ به سؤال خبرنگار مبنی بر (منظورتان از مافیا در کلاب هاوس به آن اشاره داشتید، چه کسانی هستند) پاسخ داد: «مافیا کسی است که مردم را نسبت به آینده ناامید می‌کند.»
سرانجام صلاحیت او توسط شورای نگهبان احراز نشد و در بیانیه ای اعلام کرد: «به خدا پناه می‌برم و عدم احراز صلاحیت بسیاری از شایستگان را تهدیدی جدی برای مشارکت همگانی و رقابت عادلانه گرایش‌ها و جریان‌های سیاسی به‌ویژه اصلاح گرایان می‌دانم.»

### انتخابات ریاست‌جمهوری ۱۴۰۳
وی در روز دوشنبه ۱۴ خرداد ۱۴۰۳ با حضور در وزارت کشور برای انتخابات ریاست‌جمهوری دوره چهاردهم ثبت‌نام کرد. پیش از اعلام صلاحیت نامزدها، جبهه اصلاحات ایران او را در کنار مسعود پزشکیان و عباس آخوندی، کاندیدای خود معرفی کردند. پس از اعلام نام نامزدهای نهایی، او ردصلاحیت شد و از پزشکیان حمایت کرد.

## گرایش‌ها سیاسی
جهانگیری دارای گرایش و دیدگاه‌های سیاسی جناح اصلاح‌طلبان است و از مؤسسان حزب کارگزاران سازندگی ایران به‌شمار می‌آید. او هم‌اکنون عضو شورای مرکزی این حزب است و همچنین از اعضای بنیاد باران است.

## تاریخچه انتخاباتی
| سال  | انتخابات                      | رأی     | ٪     | رتبه      | نتیجه     | منبع   |
| ---- | ----------------------------- | ------- | ----- | --------- | --------- | ------ |
| ۱۳۶۳ | میان دوره‌ای مجلس شورای اسلامی | ۲۶٬۷۵۸  | ۵۴٫۹  | اول       | پیروزی    | [ ۱۸ ] |
| ۱۳۶۷ | مجلس شورای اسلامی             | ۶۱٬۶۶۳  | ۶۸٫۸  | اول       | پیروزی    | [ ۱۸ ] |
| ۱۳۸۶ | مجلس شورای اسلامی             | ۲۵۷٬۵۶۰ | ۱۴٫۷۹ | سی و پنجم | شکست      | [ ۴۲ ] |
| ۱۳۹۶ | ریاست‌جمهوری                   | —       | —     | —         | کناره‌گیری |        |
| ۱۴۰۰ | ریاست‌جمهوری                   | —       | —     | —         | رد صلاحیت |        |
| ۱۴۰۳ | ریاست‌جمهوری                   | —       | —     | —         | رد صلاحیت |        |